# Salve Regina
Salve Regina (Pozdravljena, Kraljica) je ena od štirih najpomembnejših katoliških marijanskih antifon. Nastala je v srednjem veku, avtorstvo pa se pripisuje Hermannu Contractu. 

### Latinski tekst
Salve, Regina, Mater misericordiae,

vita, dulcedo, et spes nostra, salve.

Ad te clamamus, exsules filii Hevae,

ad te suspiramus, gementes et flentes

in hac lacrimarum valle.

Eia, ergo, advocata nostra, illos tuos

misericordes oculos ad nos converte;

et Jesum, benedictum fructum ventris tui,

nobis post hoc exilium ostende.

O clemens, O pia, O dulcis Virgo Maria.

### Slovenski prevod
Pozdravljena, Kraljica, mati usmiljenja,

življenje, veselje in upanje naše, pozdravljena!

K tebi vpijemo izgnani Evini otroci,

k tebi zdihujemo žalostni in objokani
 
v tej solzni dolini.

Obrni torej, naša pomočnica,

svoje milostljive oči v nas

in pokaži nam po tem izgnanstvu Jezusa,
 
blagoslovljeni sad svojega telesa.

O milostljiva, o ljubezniva, o sladka Devica Marija!